# Kansjön, Småland
Kansjön är en sjö i Nässjö kommun i Småland och ingår i Motala ströms huvudavrinningsområde. Sjön är 13,3 meter djup, har en yta på 0,731 kvadratkilometer och är belägen 308 meter över havet. Sjön avvattnas av vattendraget Bokån.

## Delavrinningsområde
Kansjön ingår i det delavrinningsområde (639027-142475) som SMHI kallar för Utloppet av Kansjön. Avrinningsområdets medelhöjd är 329 meter över havet och ytan är 6,01 kvadratkilometer. Det finns inga delavrinningsområden uppströms utan avrinningsområdet är högsta punkten. Bokån som avvattnar avrinningsområdet har biflödesordning 3, vilket innebär att vattnet flödar genom totalt 3 vattendrag innan det når havet efter 247 kilometer. Delavrinningsområdet består mestadels av skog (52 procent), öppen mark (17 procent) och jordbruk (13 procent). Avrinningsområdet har 0,73 kvadratkilometer vattenytor vilket ger det en sjöprocent på 12,1 procent.